# La Biolle
La Biolle este o comună în departamentul Savoie din sud-estul Franței. În 2009 avea o populație de 2.195 de locuitori.

## Evoluția populației
| An        | 1975 | 1982  | 1990  | 1999  | 2006  | 2009  |
| --------- | ---- | ----- | ----- | ----- | ----- | ----- |
| Populație | 861  | 1.074 | 1.353 | 1.760 | 2.095 | 2.195 |